# Liverpool 8
Liverpool 8 é o décimo quarto álbum de estúdio de Ringo Starr. Foi lançado mundialmente em 14 janeiro de 2008 e marcou o retorno de Starr a EMI pela primeira vez desde que deixou a gravadora em 1975, após o final do contrato dos Beatles.

## Músicas
1. "Liverpool 8" (Richard Starkey/Dave Stewart) - 4:49
2. "Think About You" - 3:40
3. "For Love" (Richard Starkey/Mark Hudson) - 3:49
4. "Now That She's Gone Away" (Richard Starkey/Mark Hudson/Gary Burr) - 3:02
5. "Gone Are the Days" (Richard Starkey/Mark Hudson/Dave Stewart) - 2:49
6. "Give It a Try" (Richard Starkey/Mark Hudson/Steve Dudas) - 3:26
7. "Tuff Love" - 4:33
8. "Harry's Song" - 4:00
9. "Pasodobles" (Richard Starkey/Mark Hudson/Gary Burr/Steve Dudas/Dean Grakal.) - 4:17
10. "If It's Love That You Want" - 3:06
11. "Love Is" - 3:52
12. "R U Ready?" - 3:59